# FictionBook
FictionBook 是建基於XML的電子書格式，起源並流行於俄羅斯。此類檔案格式為.fb2 。
它包含設定碑文體、經文體及引用的標籤；而電子書的元數據，包括作者、書名及出版社等資料，亦可在檔案中找到。因此，此格式適合用於各種自動處理、設置索引及電子書管理等。同時，將此檔案格式轉為其他電子書格式亦較方便。

## 功能特點
- 免費且開放源碼
- DRM
- 支援回流
- 支援語義標記
- 包含元數據，以獨特的辦法設定檔案描述
- 支援統一碼
- 支援文檔類型：
  - 字幕
  - 碑文
  - 詩
  - 語錄
  - 參考和腳註
  - 表格（惟不是所有讀者可閱覽）
  - 點陣圖 (JPEG 及 PNG ）

- 格式化設定
  - 強調功能（粗體及斜體）
  - 刪除線
  - 上標、下標
  - 程式代碼 （一般以比例字體顯示）

## 軟件及硬件支援
FBReader、AlReader、Haali Reader、STDU Viewer、CoolReader、Okular及iOS的Documents 等閱讀器均支援FictionBook。
很多裝置都支援FictionBooks，包括 BeBook One、BeBook Mini、BeBook Club、PocketBook Readers、COOL-ER 裝置、 Cybook Opus and Cybook Gen3 及 ASUS Eee Reader DR900等。

## 外部連結
- FictionBook Portal（页面存档备份，存于）
- FictionBook 2.1 specification（页面存档备份，存于）
- www.fictionbook-lib.org site with english e-books in fictionbook format
- ManyBooks.net（页面存档备份，存于） – 包含所有古騰堡工程的書籍，其格式為.fb2

### 相關教學
- FictionBook Editor（页面存档备份，存于） – 著名及首個fb2格式檔案的編輯器
- FB Writer（页面存档备份，存于）
- RSS feeds to FB2 book converter
- OOo FBTools（页面存档备份，存于） OpenOffice.org 的插件，用於轉換電子書至.fb2格式
- BookDesigner
- FictionBook Designer
- Calibre（页面存档备份，存于）
- genebook.de（页面存档备份，存于）

### 把FictionBook轉換成其他格式
- FB2 to ePub online converter（页面存档备份，存于）
- fb2-to-epub-converter converter（页面存档备份，存于）, 開放源碼的跨平台格式轉換器